# Enicospilus camerunensis
Enicospilus camerunensis là một loài tò vò trong họ Ichneumonidae.